# Criminal Minds (mùa 4)
Mùa thứ tư của Criminal Minds lần đầu phát sóng trên đài CBS vào ngày 24 tháng 9 năm 2008, và kết thúc vào ngày 20 tháng 5 năm 2009.

## Dàn diễn viên

### Chính
- Joe Mantegna trong vai Đặc vụ giám sát David Rossi (Đặc vụ cấp cao BAU)
- Paget Brewster trong vai Đặc vụ giám sát Emily Prentiss (Đặc vụ BAU)
- Shemar Moore trong vai Đặc vụ giám sát Derek Morgan (Đặc vụ BAU)
- Matthew Gray Gubler trong vai Đặc vụ giám sát Tiến sĩ Spencer Reid (Đặc vụ BAU)
- A. J. Cook trong vai Đặc vụ giám sát Jennifer "JJ" Jareau (Liên lạc truyền thông BAU)
- Kirsten Vangsness trong vai Đặc vụ Penelope Garcia (Nhà phân tích kỹ thuật BAU)
- Thomas Gibson trong vai Đặc vụ giám sát Aaron "Hotch" Hotchner (Trưởng Đơn vị BAU)

### Khách mời đặc biệt
- Luke Perry trong vai Benjamin Cyrus
- Jason Alexander trong vai Giáo sư Rothchild
- Cybill Shepherd trong vai Leona Gless

### Thường xuyên
- Meta Golding trong vai Đặc vụ Jordan Todd (Liên lạc truyền thông tạm thời BAU)
- Nicholas Brendon trong vai Kevin Lynch
- Jane Lynch trong vai Diana Reid
- Cade Owens trong vai Jack Hotchner
- Josh Stewart trong vai William "Will" LaMontagne Jr.

## Khách mời

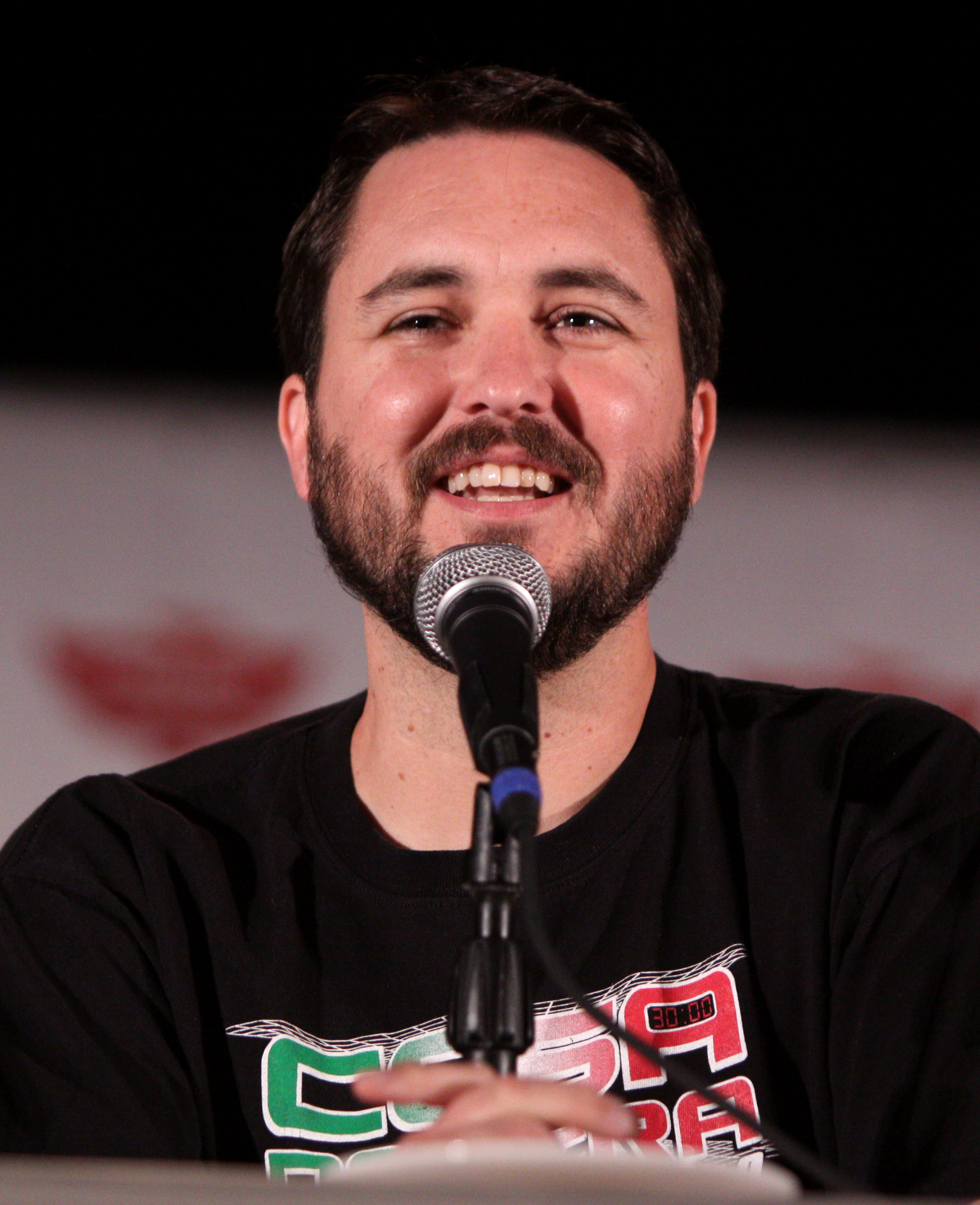
Wil Wheaton xuất hiện trong tập "Paradise" vai Floyd Hansen.

Trong tập đầu mùa phim "Mayhem", Sienna Guillory và Erik Palladino trở lại với các vai đặc vụ Kate Joyner và thám tử Cooper. Adoni Maropis làm khách mời trong vai Ben Abner, một thành viên của phần tử khủng bố New York cải trang thành nhân viên cấp cứu, và Michael Steger làm khách mời trong vai Sam, thành viên khác. Trong tập "The Angel Maker", Lauren Bowles làm khách mời trong vai Chloe Kelcher, sát nhân bắt chước và người tình của Courtland Bryce Ryan, còn gọi là "The Angel Maker", do Neil Hopkins thủ vai. Blake Lindsley làm khách mời trong vai Shara Carlino, kẻ cố gắng bắt chước khác và ái mộ Ryan. Trong tập "Minimal Loss", Luke Perry làm khách mời trong vai Benjamin Cyrus, lãnh đạo của một giáo phái được biết là "Separatarian Sect". Jeff Fahey làm khách mời trong vai Leo Kane, một tù nhân và người theo chủ nghĩa tự do nồng nhiệt đã sáng lập Liberty Ranch. Trong tập "Paradise", William Mapother và Robyn Lively làm khách mời trong vai Ian và Abby Corbin, một cặp đôi kết hôn đi nghỉ dưỡng, rồi bị Floyd Hansen bắt.

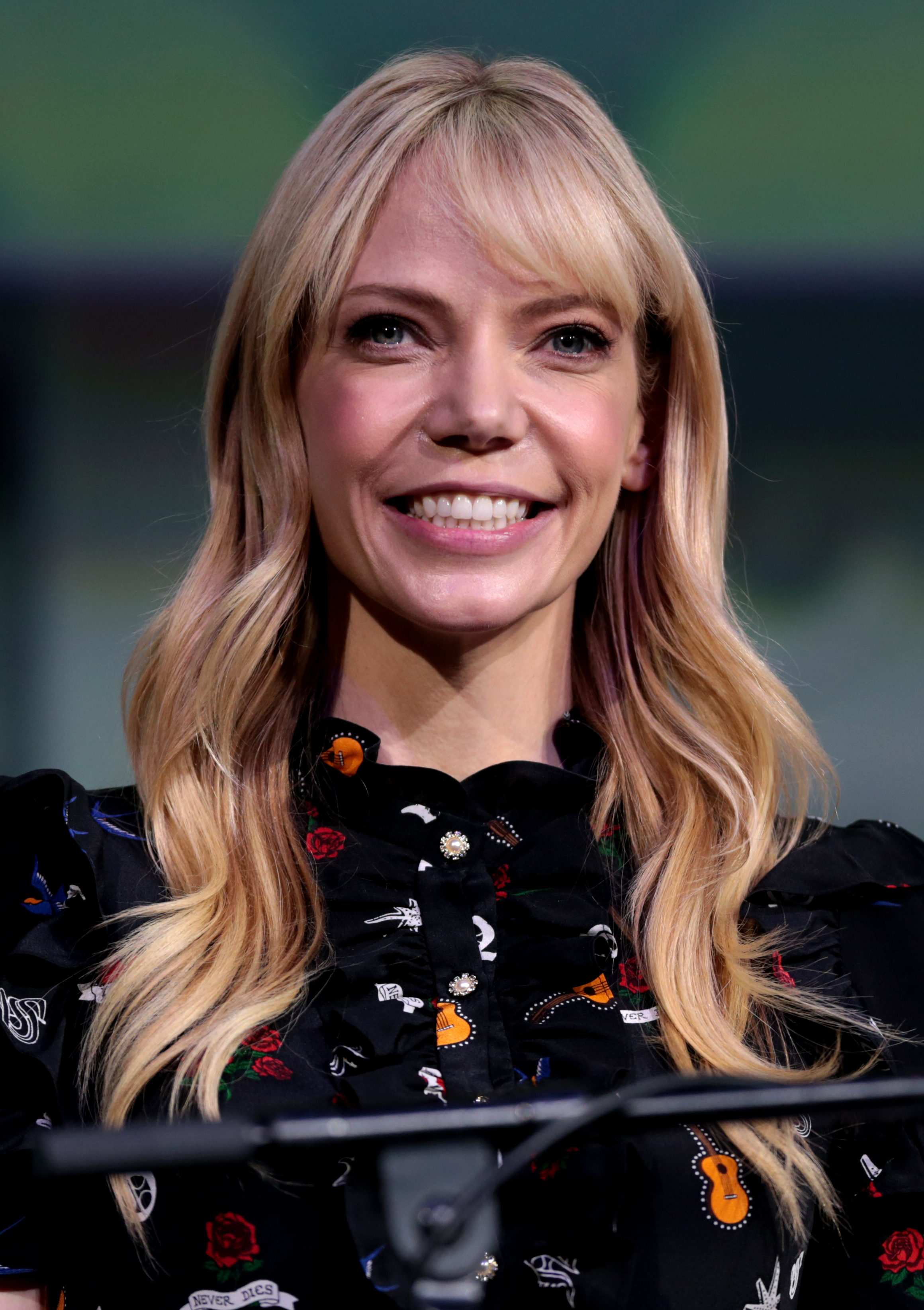
Riki Lindhome xuất hiện trong tập "52 Pickup" vai Vanessa Holden.

Trong tập "The Instincts", Melinda Page Hamilton làm khách mời trong vai Claire Bates, một kẻ bắt cóc trẻ em đã bắt cóc một bé trai. Trong tập "Memoriam", Taylor Nichols làm khách mời trong vai bố của Spencer Reid, William, người nhận tội giết Gary Michaels, một kẻ ấu dâm có ý định hiếp và giết Reid sau khi hắn đã hiếp và giết bé trai khác. Dee Wallace làm khách mời trong vai nhà trị liệu của Reid, bác sĩ Jan Mohikian. Trong tập "Masterpiece", Jason Alexander làm khách mời trong vai Henry Grace, một sát nhân hàng loạt ám ảnh dãy Fibonacci. Trong tập "52 Pickup", Gabriel Olds làm khách mời trong vai Robert Parker, một sát nhân hàng loạt đã hoàn thiện kỹ năng của hắn như một bậc thầy tán tỉnh. Courtney Ford làm khách mời trong vai Austin, một bartender phát triển tình cảm với Reid. Currie Graham làm khách mời trong vai Paul "Viper" Thomas, bậc thầy tán tỉnh khác là nghi phạm trong án mạng, và Joanna Cassidy làm khách mời trong vai bà Holden, một người phụ nữ có con gái út Vanessa, bị Parker giết.

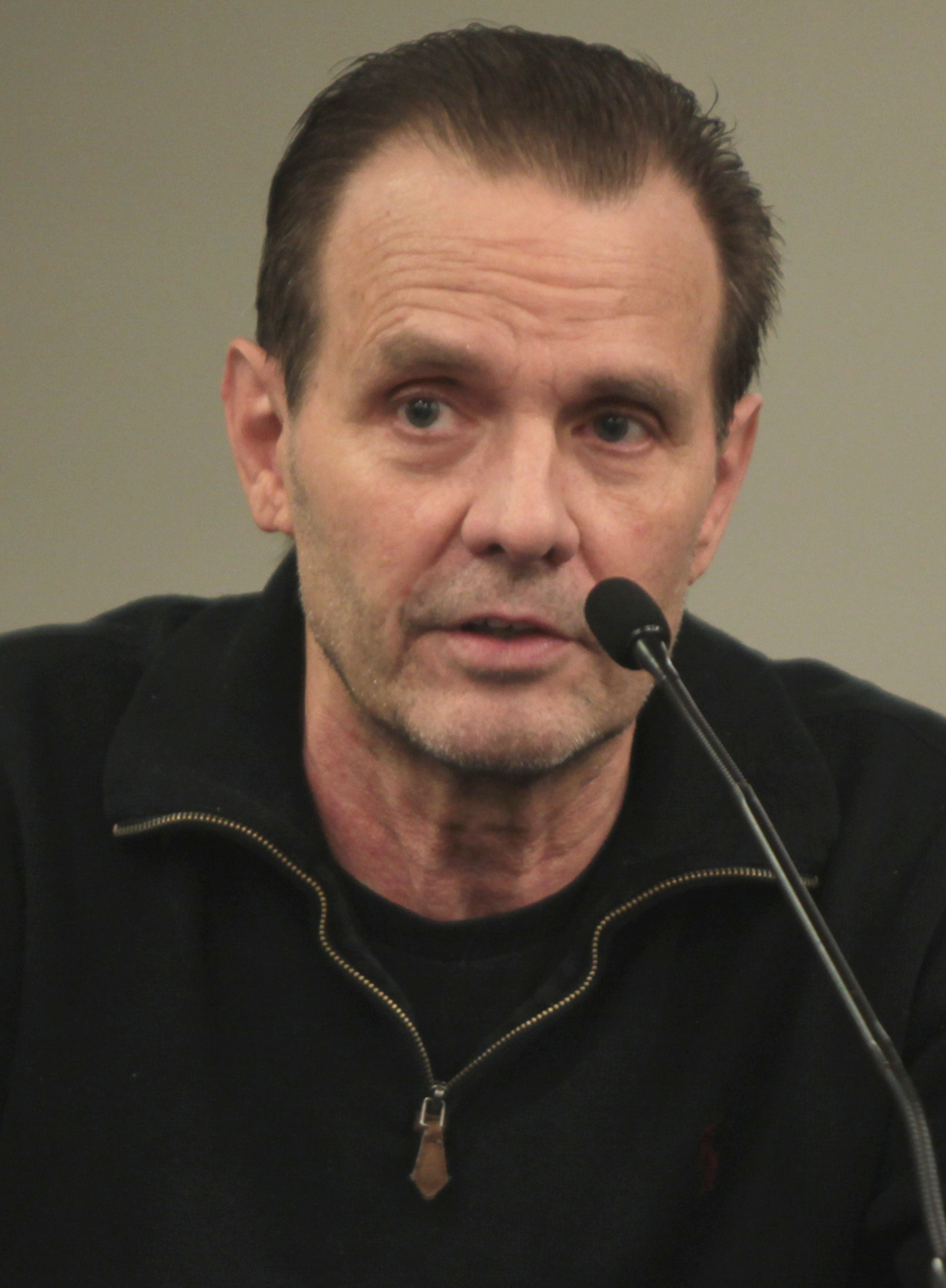
Michael Biehn xuất hiện trong tập "Cold Comfort" vai thám tử Ron Fullwood.

Trong tập "Normal", Mitch Pileggi làm khách mời trong vai Norman Hill, còn gọi là "The Road Warrior", một người có cơn thịnh nội chết người sau khi giết cả gia đình mình. Faith Ford làm khách mời trong vai vợ đã chết của Norman, Vanessa, và Gina Torres làm khách mời trong vai thám tử Thea Salinas, người dẫn đầu cuộc điều tra án mạng. Trong tập "Soul Mates", George Newbern và Michael Boatman làm khách mời trong vai Steven Baleman và William Harris, còn gọi là "The Soul Mates", một cặp hiếp dâm hàng loạt đã giết vài cô gái. Dana Davis làm khách mời trong vai con gái của William, Andrea. Trong tập "Bloodline", Andrew Divoff và Cynthia Gibb làm khách mời trong vai Lewis và Kathy "Sylvia" Gray, một cặp đôi du mục đã bắt cóc các bé gái cho con trai họ để kết hôn khi con trai đến tuổi.

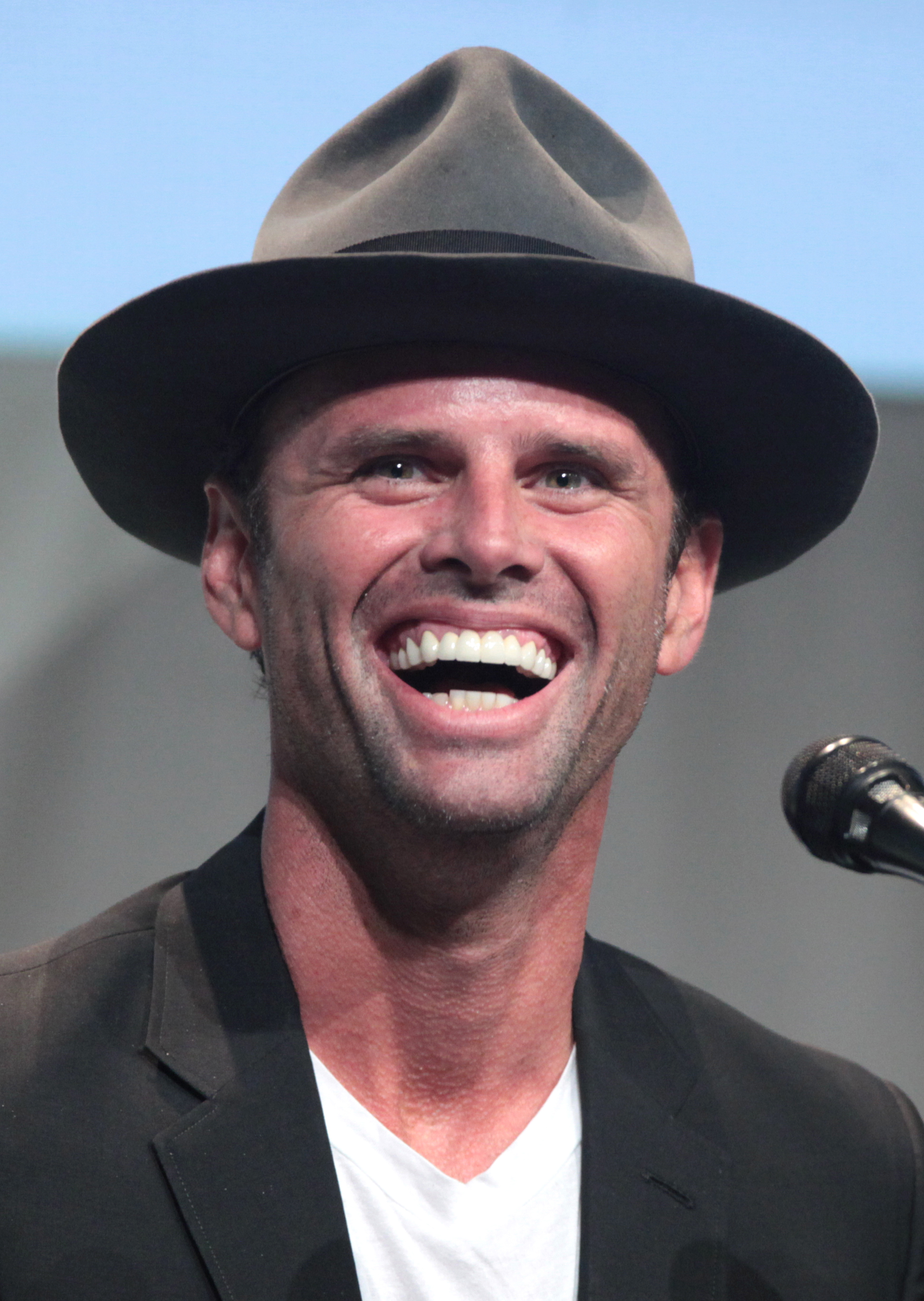
Ngôi sao phim The Shield Walton Goggins xuất hiện trong tập "Demonology" vai John Cooley.

Trong tập "Cold Comfort", Vondie Curtis-Hall làm khách mời trong vai Stanley Usher, một nhà ngoại cảm tự xưng bị David Rossi hoài nghi, và Cybill Shepherd vai Leona Gless. Trong tập "Zoe's Reprise", Amy Davidson làm khách mời trong vai Zoe Hawkes, một người ái mộ Rossi truyền cảm hứng để trở thành một đặc vụ FBI, sau này bị Eric Olson, do Johnny Lewis thủ vai, giết. Shannon Woodward làm khách mời trong vai bạn gái của Eric, Linda Jones. Trong tập "Pleasure Is My Business", Brianna Brown làm khách mời trong vai Megan Kane, một gái gọi đầu độc chết khách hàng của mình. Trong tập "Demonology", Carmen Argenziano làm khách mời trong vai Cha Paul Silvano, một linh mục người Ý giết các nạn nhân thông qua lễ trừ tà. Bruce Davison làm khách mời trong vai đồng phạm của Paul, Cha Jimmy Davison.

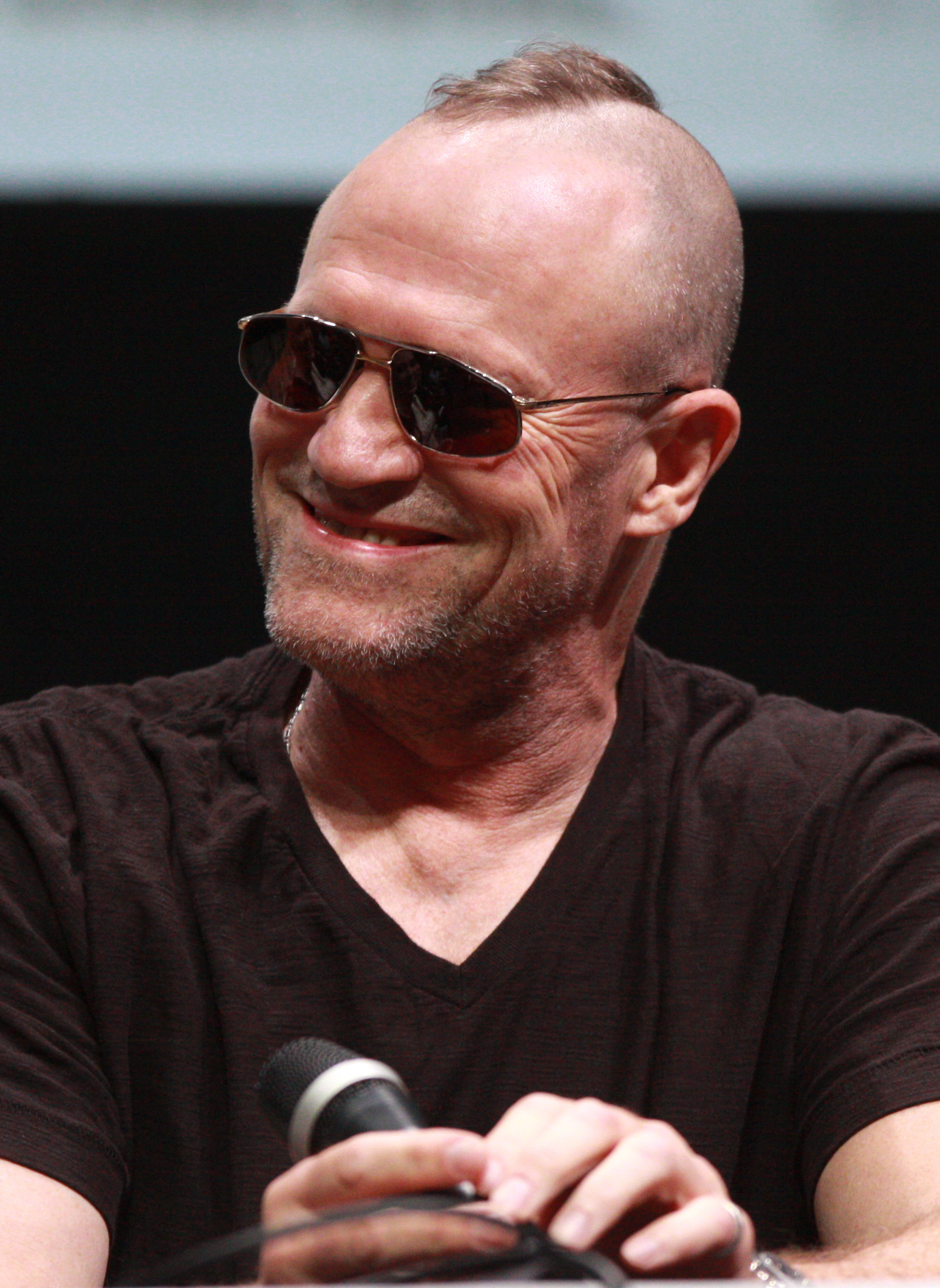
Ngôi sao The Walking Dead Michael Rooker xuất hiện trong tập "House on Fire" vai Brad Carlson.

Trong tập "Omnivore", C. Thomas Howell làm khách mời trong vai George Foyet, người duy nhất sống sót trong một chuỗi án mạng do một sát nhân được biết là "The Boston Reaper" gây ra. Louis Ferreira làm khách mời trong vai Roy Colson, người viết tiểu thuyết và tác giả của tiểu thuyết Night of The Reaper. Trong tập "House on Fire", Tommy Dewey làm khách mời trong vai Tommy Wheeler, một kẻ đốt phá hàng loạt đã đốt một rạp phim, giết mọi người bị kẹt bên trong. Shannon Lucio làm khách mời trong vai em gái của Tommy, Tina. Trong tập "Conflicted", Jackson Rathbone làm khách mời trong vai Adam Jackson, một sát nhân hàng loạt ảo tưởng có một bản ngã nữ khác tên là Amanda. Susan Ward làm khách mời trong vai Julie Riley, một quản lý khách sạn bị nghi gây ra án mạng của vài đàn ông. Roma Maffia làm khách mời trong vai thám tử Reese Evans, người dẫn đầu cuộc điều tra các án mạng.

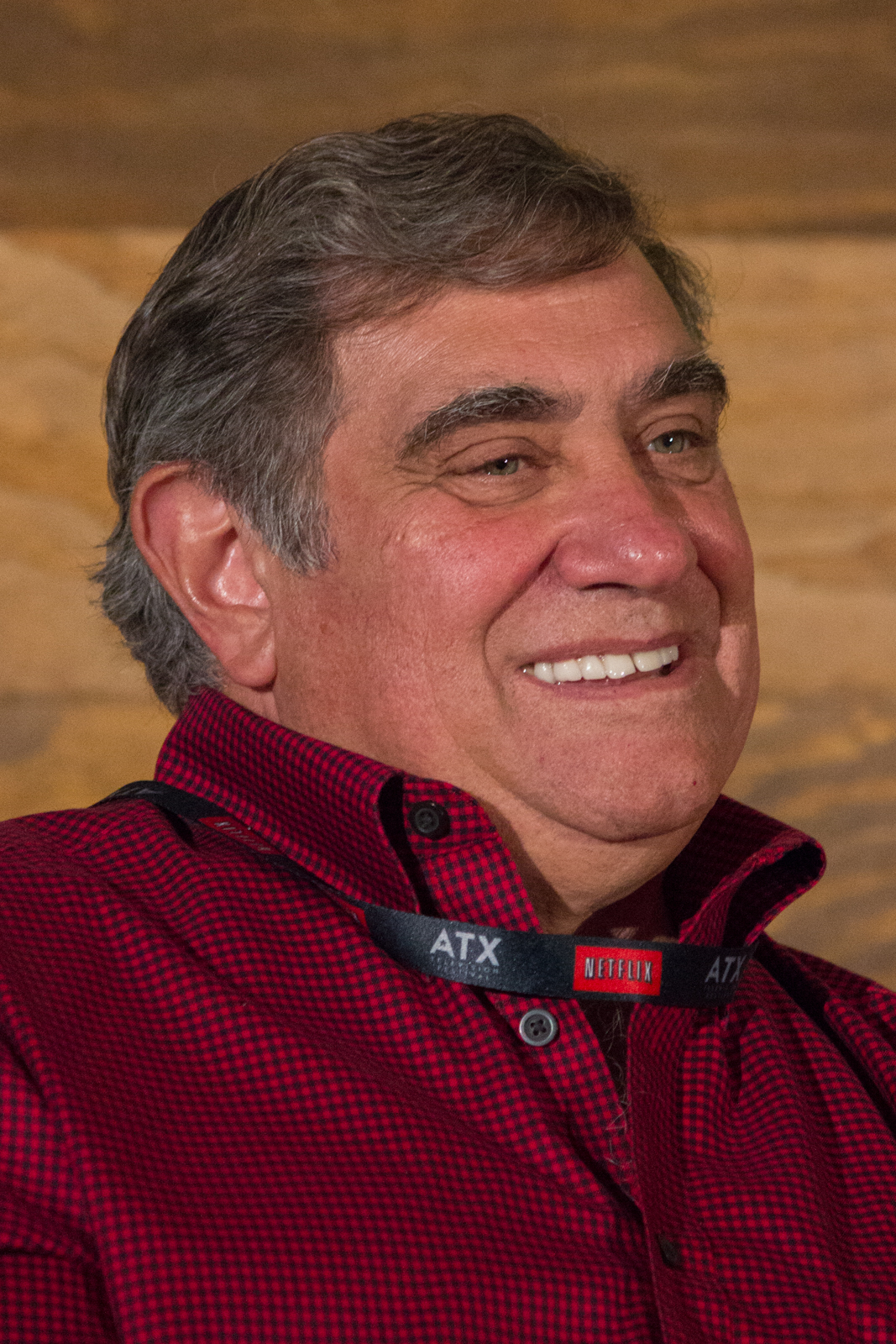
Dan Lauria xuất hiện trong tập "Amplification" vai tướng Lee Whitworth.

Trong tập "The Big Wheel", Alex O'Loughlin làm khách mời trong vai Vincent Rowlings, một sát nhân hàng loạt ăn năn có thôi thúc giết người không kiểm soát được. Trong tập "Amplification", Tamlyn Tomita làm khách mời trong vai tiến sĩ Linda Kimura, trợ giúp BAU với cuộc điều tra vụ bùng phát khuẩn than làm ảnh hưởng nhiều người. Trong tập cuối hai phần "To Hell and Back", Garret Dillahunt làm khách mời trong vai Mason Turner, có người em bị thiểu năng và đồng phạm, Lucas, bắt cóc gái trẻ và giam giữ trong một chuồng gia súc ở Canada. C. Thomas Howell trở lại với vai George Foyet, người đột nhập căn hộ của Aaron Hotchner và bắn anh ấy. Số phận của Hotch không được biết cho đến tập đầu mùa tiếp theo.

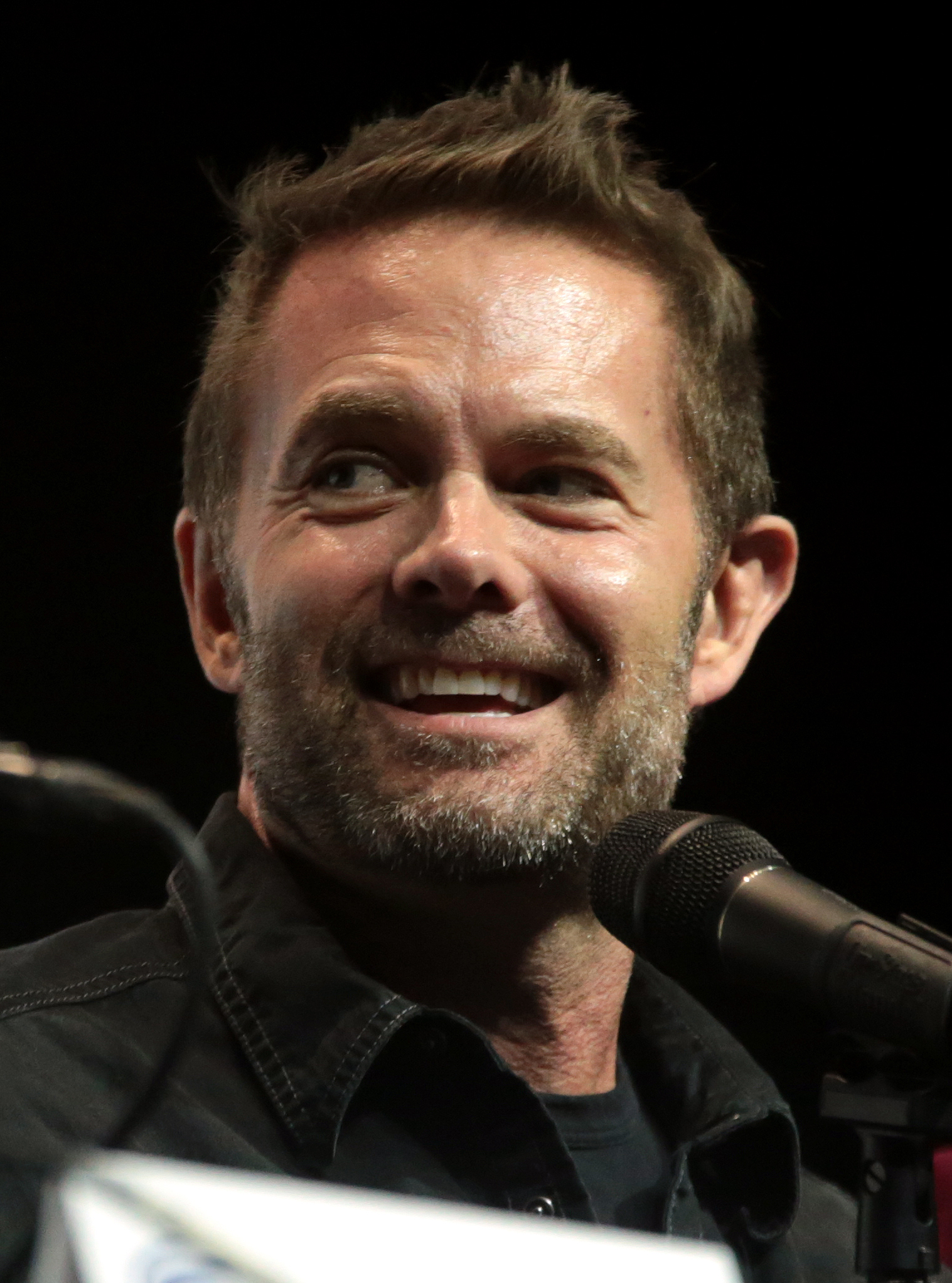
Garret Dillahunt xuất hiện trong tập "To Hell... And Back" vai Mason Turner.

## Tập phim
| TT. tổng thể | TT. trong mùa phim | Tiêu đề                   | Đạo diễn              | Biên kịch                      | Ngày phát hành gốc   | Mã sản xuất | Người xem tại Hoa Kỳ (triệu) |
| --- | ------------------ | ------------------------- | --------------------- | ------------------------------ | -------------------- | ----------- | ---------------------------- |
| 66 | 1                  | "Mayhem"                  | Edward Allen Bernero  | Simon Mirren                   | 24 tháng 9 năm 2008  | 401         | 17,01                        |
| Khi một quả bom đặt dưới một xe thể thao đa dụng của chính phủ phát nổ ở Thành phố New York, BAU cố xác định xem một trong họ có bị thương không và bắt kẻ chịu trách nhiệm trước khi một tai nạn diện rộng hơn xảy ra. |                    |                           |                       |                                |                      |             |                              |
| 67 | 2                  | "The Angel Maker"         | Glenn Kershaw         | Dan Dworkin & Jay Beattie      | 1 tháng 10 năm 2008  | 402         | 14,78                        |
| Khi một chuỗi án mạng xảy ra vào ngày kỷ niệm một năm tử hình sát nhân hàng loạt ở Ohio, BAU xác định một kẻ bắt chước đang cố hoàn thành cái mà sát nhân ban đầu đã bắt đầu. Trong khi đó, Hotch cố gắng hồi phục từ chấn thương suy nhược. |                    |                           |                       |                                |                      |             |                              |
| 68 | 3                  | "Minimal Loss"            | Félix Alcalá          | Andrew Wilder                  | 8 tháng 10 năm 2008  | 403         | 16,19                        |
| Khi chính quyền ở quận La Plata, Colorado nhận một cuộc gọi 911 báo bắt cóc trẻ em ở một khu phức hợp thuộc về một giáo phái tôn giáo, Prentiss và Reid đi nằm vùng để điều tra rồi để bản thân lôi kéo vào một khủng hoảng con tin nhiều rủi ro sau khi một cuộc đột kích thất bại thảm hại.                                                                          |                    |                           |                       |                                |                      |             |                              |
| 69 | 4                  | "Paradise"                | John Gallagher        | Debra J. Fisher & Erica Messer | 22 tháng 10 năm 2008 | 404         | 15,01                        |
| Khi ba vụ tai nạn xe không liên quan ở Nevada được tiết lộ là bị dàn dựng, BAU nỗ lực bắt một unsub dày vò tâm lý cặp đôi đang đi du lịch trước khi hắn có cơ hội giết lần nữa. |                    |                           |                       |                                |                      |             |                              |
| 70 | 5                  | "Catching Out"            | Charles Haid          | Oanh Ly                        | 29 tháng 10 năm 2008 | 406         | 13,97                        |
| Khi một chuỗi giết người cướp của ở Thung lũng Trung phần California lấy mạng sáu người, BAU xác định sát nhân chọn nạn nhân dựa trên độ gần của họ đến đường sắt. Trong khi đó, JJ giới thiệu cho đội người thay thế tạm thời sắp tới Jordan Todd (Meta Golding). |                    |                           |                       |                                |                      |             |                              |
| 71 | 6                  | "The Instincts"           | Rob Spera             | Chris Mundy                    | 5 tháng 11 năm 2008  | 405         | 14,30                        |
| Khi một bé trai 5 tuổi ở Las Vegas, Nevada được tìm thấy chết và bé khác bị bắt cóc sau đó, BAU nỗ lực tìm một mẫu số chung giữa các tội ác. Trong khi đó, Reid bắt đầu gặp giấc mơ xảy ra thường xuyên mà ép anh nhớ lại ký ức thời thơ ấu đã quên. |                    |                           |                       |                                |                      |             |                              |
| 72 | 7                  | "Memoriam"                | Guy Norman Bee        | Dan Dworkin & Jay Beattie      | 12 tháng 11 năm 2008 | 407         | 14,83                        |
| Reid quyết định ở lại Las Vegas trong nỗ lực xác định người cha ghẻ lạnh của anh có chịu trách nhiệm cho án mạng bạn thời thơ ấu của anh không. Trong khi đó, JJ chuyển dạ và sinh con trai. |                    |                           |                       |                                |                      |             |                              |
| 73 | 8                  | "Masterpiece"             | Paul Michael Glaser   | Edward Allen Bernero           | 19 tháng 11 năm 2008 | 408         | 16,33                        |
| Khi một kẻ tâm thần tự ái ám ảnh với dãy Fibonacci thú tội giết bảy người và tuyên bố có năm người nữa sẽ chết, BAU cố gắng định vị nạn nhân mới nhất của hắn trước khi hết giờ. Trong khi đó, Todd đối phó với việc đội vẫn chưa tin tưởng cô ấy. |                    |                           |                       |                                |                      |             |                              |
| 74 | 9                  | "52 Pickup"               | Bobby Roth            | Breen Frazier                  | 26 tháng 11 năm 2008 | 409         | 14,11                        |
| Khi vài cô gái ở Atlanta, Georgia bị moi ruột và để chảy máu đến chết, BAU xác định rằng sát nhân là một nam dùng sức hấp dẫn xã hội của hắn để dụ nạn nhân tiềm năng vào chỗ chết. Trong khi đó, quan hệ làm việc của Todd với Hotch bị thử thách sau một cuộc gặp hiểu lầm với một gia đình của nạn nhân.                                                            |                    |                           |                       |                                |                      |             |                              |
| 75 | 10                 | "Brothers in Arms"        | Glenn Kershaw         | Holly Harold                   | 10 tháng 12 năm 2008 | 410         | 14,68                        |
| Khi vài thành viên của sở cảnh sát Phoenix bị bắn và giết trong khi làm nhiệm vụ, BAU cố lấy lòng tin của sở và dựng bài phân tích khi họ đi bắt một sát nhân có tính tàn nhẫn phù hợp với quyết tâm của hắn. |                    |                           |                       |                                |                      |             |                              |
| 76 | 11                 | "Normal"                  | Steve Boyum           | Andrew S. Wilder               | 17 tháng 12 năm 2008 | 411         | 15,16                        |
| Khi ba người phụ nữ ở quận Cam, California bị bắn gục, BAU đi bắt một sát nhân bị thiến trước khi hắn có thể tấn công nữa. Trong khi đó, Todd đưa ra một quyết định làm cho cô ấy đánh giá lại vị trí mới của cô ấy và JJ cùng con trai đến thăm bất ngờ. |                    |                           |                       |                                |                      |             |                              |
| 77 | 12                 | "Soul Mates"              | John Gallagher        | Debra J. Fisher & Erica Messer | 14 tháng 1 năm 2009  | 412         | 13,78                        |
| Sau vụ bắt một người có gia đình ở Sarasota, Florida vì bắt cóc và sát hạn các cô gái trẻ, BAU làm việc với con gái của anh tỏng nỗ lực xác định danh tính của đồng phạm và ngăn chặn hắn không giết cô gái khác. |                    |                           |                       |                                |                      |             |                              |
| 78 | 13                 | "Bloodline"               | Tim Matheson          | Mark Linehan Bruner            | 21 tháng 1 năm 2009  | 413         | 13,82                        |
| Khi một cặp đôi ở Harvest, Alabama bị đâm chết trong nhà họ và con gái họ bị bắt cóc, BAU xác định tội ác do một gia đình người Digan làm một nghi thức kiếm vợ cho con trai đang lớn thực hiện. |                    |                           |                       |                                |                      |             |                              |
| 79 | 14                 | "Cold Comfort"            | Anna J. Foerster      | Dan Dworkin & Jay Beattie      | 11 tháng 2 năm 2009  | 414         | 12,48                        |
| Với JJ trở lại sau nghỉ đẻ, BAU đến Olympia, Washington để nhận dạng một sát nhân hàng loạt đã giết và ướp xác gái trẻ. Trong khi đó, Rossi có mâu thuẫn với một nhà ngoại cảm do mẹ của nạn nhân mới nhất thuê. |                    |                           |                       |                                |                      |             |                              |
| 80 | 15                 | "Zoe's Reprise"           | Charles S. Carroll    | Oanh Ly                        | 18 tháng 2 năm 2009  | 415         | 14,54                        |
| Trong khi điều tra chuỗi án mạng có vẻ không liên quan ở Cleveland, Ohio, BAU xác định một kẻ giết người bắt chước đang tái tạo các kỹ thuật giết người được dùng bởi các sát nhân hàng loạt trong quá khứ. Trong khi đó, Rossi có dính dáng cá nhân vào vụ án sau khi biết rằng nạn nhân mới nhất là một sinh viên tội phạm học đã cố đưa vụ án vào sự chú ý của ông. |                    |                           |                       |                                |                      |             |                              |
| 81 | 16                 | "Pleasure Is My Business" | Gwyneth Horder-Payton | Breen Frazier                  | 25 tháng 2 năm 2009  | 416         | 13,93                        |
| Khi hai giám đốc điều hành công ty ở Dallas, Texas bị đầu độc trong khi ở lại khách sạn cao cấp, BAU đi tìm một gái gọi có một mối thù nham hiểm và thuyết phục luật sư của nạn nhân hợp tác. |                    |                           |                       |                                |                      |             |                              |
| 82 | 17                 | "Demonology"              | Edward Allen Bernero  | Chris Mundy                    | 11 tháng 3 năm 2009  | 417         | 14,34                        |
| Khi ba người đàn ông ở khu đô thị Washington được tìm thấy chết trong hoàn cảnh đáng ngờ, BAU xác định rằng một linh mục Công giáo cố tình bắt cả ba nạn nhân làm trừ tà chết người. Trong khi đó, Prentiss đưa cảm xúc vào vụ án sau khi biết một trong các nạn nhân là bạn thời thơ ấu.                                                                              |                    |                           |                       |                                |                      |             |                              |
| 83 | 18                 | "Omnivore"                | Nelson McCormick      | Andrew S. Wilder               | 18 tháng 3 năm 2009  | 418         | 13,74                        |
| Khi một sát nhân hàng loạt ở New England trở lại sau mười năm vắng bóng, BAU đi bắt hắn trước khi hắn có thể bắt đầu lại nơi hắn đã dừng lại. Trong khi đó, Hotch dính dáng cá nhân vào cuộc điều tra khi cựu điều tra viên dẫn đầu tiết lộ một bí mật động trời. |                    |                           |                       |                                |                      |             |                              |
| 84 | 19                 | "House on Fire"           | Félix Alcalá          | Holly Harold                   | 25 tháng 3 năm 2009  | 419         | 14,36                        |
| Khi một kẻ đốt phá hàng loạt leo thang giết mười chín người ở một rạp chiếu phim tại Indiana, BAU nỗ lực xác định danh tính của hắn và ngăn hắn không phóng hỏa nữa. |                    |                           |                       |                                |                      |             |                              |
| 85 | 20                 | "Conflicted"              | Jason Alexander       | Rick Dunkle                    | 8 tháng 4 năm 2009   | 420         | 13,61                        |
| Khi hai nam sinh viên đại học nam bị tấn công tình dục và làm chết ngạt trong khi đi nghỉ dưỡng ở South Padre Island, Texas, BAU thấy bản thân bị ép nghĩ lại giả thiết ban đầu về một đội hai người sau một chuyển biến bất ngờ thay đổi tiến trình điều tra. |                    |                           |                       |                                |                      |             |                              |
| 86 | 21                 | "A Shade of Gray"         | Karen Gaviola         | Debra J. Fisher & Erica Messer | 22 tháng 4 năm 2009  | 421         | 13,72                        |
| Trong khi điều tra một chuỗi bắt cóc sát hại trẻ em ở Cherry Hill, New Jersey, BAU phát hiện một sự thật kinh hoàng sau khi để ý vài khác biệt giữa vụ biến mất gần đây nhất và hai án mạng đầu tiên. |                    |                           |                       |                                |                      |             |                              |
| 87 | 22                 | "The Big Wheel"           | Rob Hardy             | Simon Mirren                   | 29 tháng 4 năm 2009  | 422         | 13,61                        |
| Khi chính quyền ở Buffalo, New York nhận một video quay một người đàn ông đâm một nhân viên bất động sản và sau đó viết một lời cầu xin giúp đỡ, BAU đi bắt một người bị cưỡng bức tâm lý đã giết vài phụ nữ hơn mười năm qua. |                    |                           |                       |                                |                      |             |                              |
| 88 | 23                 | "Roadkill"                | Steve Boyum           | Dan Dworkin & Jay Beattie      | 6 tháng 5 năm 2009   | 423         | 14,13                        |
| Khi bốn vụ đâm xe bỏ chạy chết người xảy ra ở Bend, Oregon, BAU xác định nạn nhân bị nhắm vào bởi một sát nhân có mưu cầu trả thù. Trong khi đó, Garcia bị ép đưa ra một quyết định cá nhân sau khi Kevin tiết lộ NSA đang phỏng vấn anh ấy cho một vị trí nước ngoài.                                                                                                 |                    |                           |                       |                                |                      |             |                              |
| 89 | 24                 | "Amplification"           | John Gallagher        | Oanh Ly                        | 13 tháng 5 năm 2009  | 424         | 13,37                        |
| Khi mười hai người chết do một vụ bệnh than chủng bị biến đổi ở Annapolis, Maryland, BAU làm việc với Quân đội Hoa Kỳ để nhận dạng thủ phạm trước khi hắn dàn dựng vụ tấn công khác. Trong khi đó, đội đưa cảm xúc vào vụ án sau khi một trong họ bị dính chủng này.                                                                                                   |                    |                           |                       |                                |                      |             |                              |
| 90 | 25                 | "To Hell..."              | Charles Haid          | Chris Mundy                    | 20 tháng 5 năm 2009  | 425         | 13,99                        |
| Khi một cựu binh chiến tranh Iraq đi đường dài để thuyết phục chính quyền tìm người chị mất tích của anh, BAU đi bắt một sát nhân hàng loạt bắt cóc người vô gia cư từ Detroit, Michigan và đưa họ vào Canada bất hợp pháp cho một công việc đồi bại. |                    |                           |                       |                                |                      |             |                              |
| 91 | 26                 | "...And Back"             | Edward Allen Bernero  | Edward Allen Bernero           | 20 tháng 5 năm 2009  | 426         | 13,99                        |
| Sau khi xác định danh tính hai anh em ở Ontario là thủ phạm đằng sau sự biến mất của hơn tám mươi người, BAU ra sức phân tích anh em và ngăn người bị bắt cóc mới nhất của họ không gặp số phận khủng khiếp. Trong khi đó, một sát nhân từ quá khứ của đội chuẩn bị báo thù lên một trong họ.                                                                          |                    |                           |                       |                                |                      |             |                              |

## Băng đĩa
| The Complete Fourth Season                                                                        |                                                                                                   |                                                                   |                                                                   |                                                                   |
| Chi tiết bộ đĩa                                                                                   | Chi tiết bộ đĩa                                                                                   | Nội dung đặc biệt                                                 | Nội dung đặc biệt                                                 |                                                                   |
| - 26 tập - Bộ 7 đĩa - Tỉ lệ khung hình: 2.35:1 - Phụ đề: Tiếng Anh - Tiếng Anh: Dolby Digital 5.1 | - 26 tập - Bộ 7 đĩa - Tỉ lệ khung hình: 2.35:1 - Phụ đề: Tiếng Anh - Tiếng Anh: Dolby Digital 5.1 | - Hậu trường làm phim - Profiled featurettes - Đoạn phim gây cười | - Hậu trường làm phim - Profiled featurettes - Đoạn phim gây cười | - Hậu trường làm phim - Profiled featurettes - Đoạn phim gây cười |
| Ngày phát hành DVD                                                                                |                                                                                                   |                                                                   |                                                                   |                                                                   |
| Vùng 1                                                                                            | Vùng 2                                                                                            | Vùng 4                                                            |                                                                   |                                                                   |
| 8 tháng 9 năm 2009                                                                                | 1 tháng 3 năm 2010                                                                                | 9 tháng 3 năm 2010                                                |                                                                   |                                                                   |